# Kasteel Drie Torens

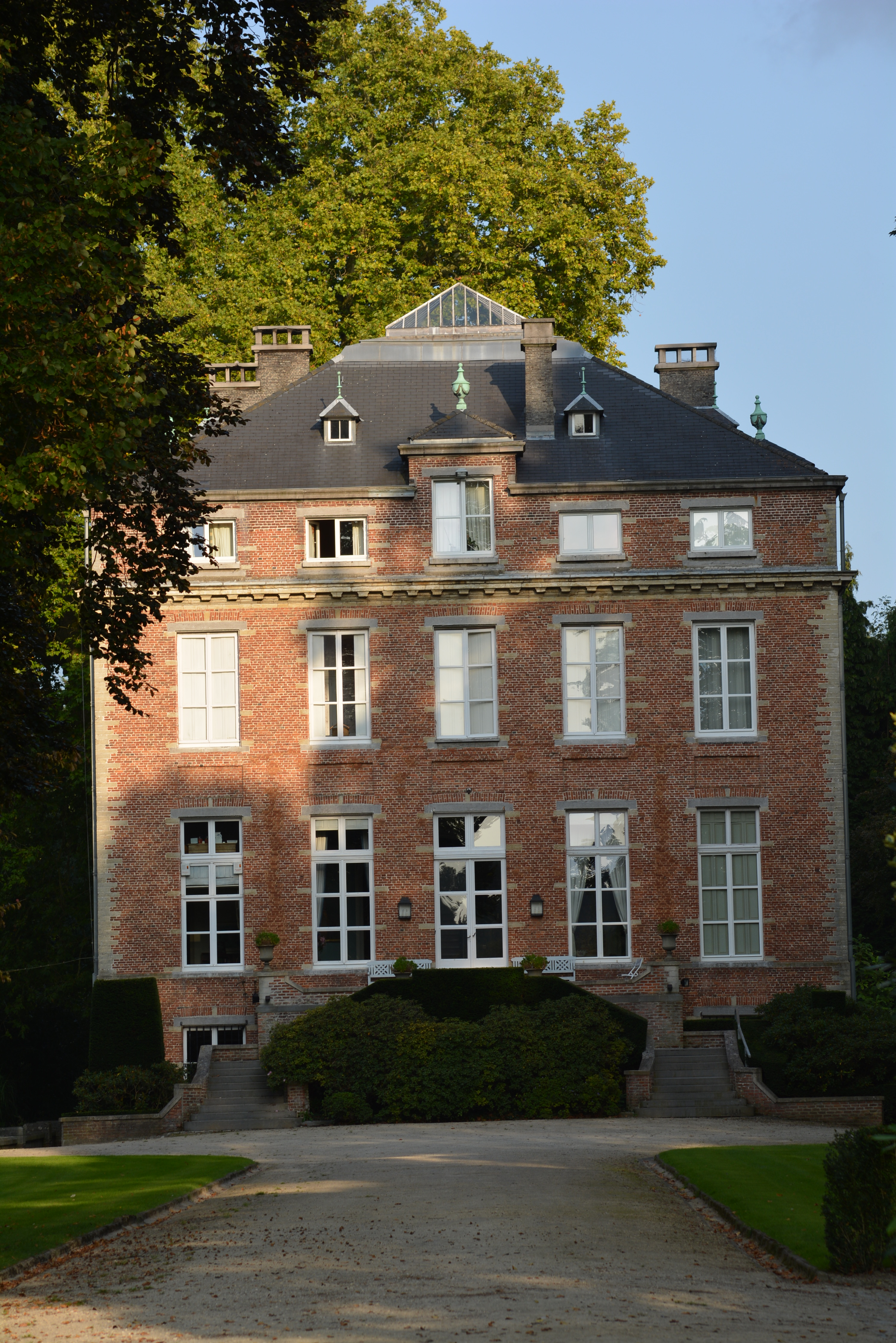
Kasteel Drie Torens

Het Kasteel Drie Torens, ook wel het Kasteel van Ursene genoemd, is een kasteel in de gemeente Londerzeel in de Belgische provincie Vlaams-Brabant. Het kasteel staat aan de Drietorenstraat ten noordwesten van de plaats en rond het kasteel ligt een natuurgebied. Het maakt deel uit het van het Londerzeelse gehucht Ursene.
Gedurende enkele jaren vonden op de domeinen rond het kasteel Highland Games plaats.

## Geschiedenis
In de 16e eeuw wordt het kasteel reeds vermeld.
In 1786 werd het huidige kasteel gebouwd, met rond het kasteel een slotgracht en park aangelegd in Engelse stijl. De slotgracht wordt gevoed door de Molenbeek.
Tot het einde van de 16de eeuw was het kasteel in het bezit van de familie van Ursene, die sedert het tweede kwart van de 13de eeuw vermeld werd. In 1753 werd het toenmalige kasteel met afhankelijkheden verkocht aan G.J. Boote. Nadien verviel het door vererving aan de Spoelbergs.

## Flora en fauna
Een van de plantensoorten op het domein is de zwanenbloem, in Vlaanderen een wettelijk beschermde plant. Deze moerasplant groeit hier in de gracht die de kasteelvijver met de Kleine Molenbeek verbindt. In de periode 1980-2000 werd de zwanenbloem met uitsterven bedreigd. Sindsdien is deze plaatselijk algemeen voorkomend.